# Corte de Apelaciones de Santiago

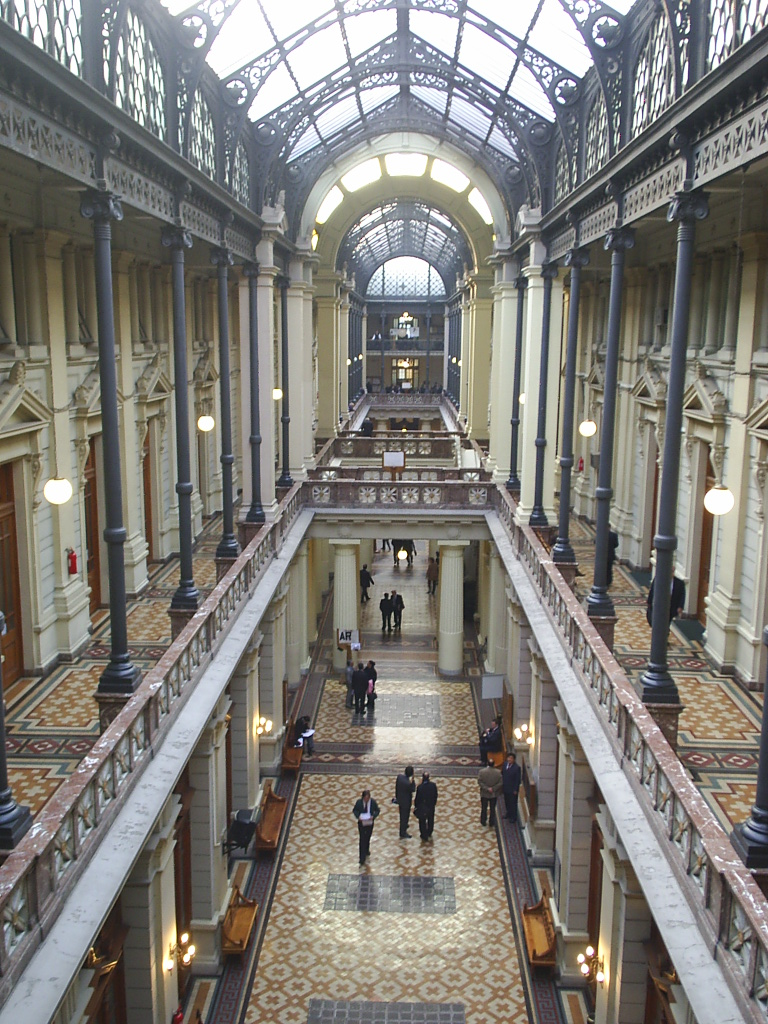
Interior del Palacio de Tribunales de Justicia de Santiago, sede de la Corte de Apelaciones de Santiago.

La Corte de Apelaciones de Santiago es la corte de apelaciones chilena que tiene asiento en Santiago y cuyo territorio jurisdiccional actual comprende parte de la Región Metropolitana de Santiago, correspondiente a las provincias de Chacabuco y Santiago, con exclusión de las comunas de Lo Espejo, San Miguel, San Joaquín, La Cisterna, San Ramón, El Bosque, La Pintana, La Granja y Pedro Aguirre Cerda (artículo 55 del Código Orgánico de Tribunales).

## Historia
Este tribunal colegiado tiene como antecedente el Tribunal de Apelaciones que reemplazó en 1811 a la Real Audiencia, tras el Motín de Figueroa. Con la restauración del antiguo régimen, luego de la batalla de Rancagua, fue cerrado al disponer el gobernador Mariano Osorio la reapertura de la Real Audiencia en 1815, que funcionó hasta 1817, época en la que fue restablecido el anterior Tribunal de Apelaciones que, bajo el gobierno de O'Higgins fue reemplazado por la Cámara de Apelaciones en virtud de la Constitución provisoria de 1818. 
Esta última se convirtió en la Corte de Apelaciones según lo dispuesto en la Constitución de 1823, subsistiendo hasta la actualidad, como Corte de Apelaciones de Santiago.

## Composición
De acuerdo al artículo 56 del Código Orgánico de Tribunales, «la Corte de Apelaciones de Santiago tendrá 
treinta y cuatro miembros», siendo la Corte de Apelaciones con más ministros, secundada por las de San Miguel y Concepción, que tienen 19 miembros cada una.

### Ministros (Período 2025)
1. Fernando Carreño Ortega (Presidente desde el 01/03/2025)
2. Jorge Zepeda Arancibia
3. Miguel Vázquez Plaza
4. Dobra Lusic Nadal
5. Hernán Crisóstomo Greisse
6. Mario Rojas González
7. Juan Cristóbal Mera Muñoz
8. Omar Astudillo Contreras
9. Marisol Rojas Moya
10. Jaime Balmaceda Errázuriz
11. Alejandro Rivera Muñoz
12. Paola Plaza González
13. Maritza Villadangos Frankovich
14. Romy Rutherford Parentti
15. Guillermo De La Barra Dunner
16. Lilian Leyton Varela
17. Paola Hasbún Mancilla
18. Antonio Ulloa Márquez (suspendido)
19. Graciela Gómez Quitral
20. Iara Barrios Melo
21. Jenny Book Reyes (Presidenta de la Iltma. Corte Marcial de Ejército, Fuerza Aérea y Carabineros)
22. José Rodríguez Moreno
23. Carolina Brengi Zunino
24. Sandra Araya Naranjo
25. Elsa Barrientos Guerrero
26. Tomás Gray Gariazzo
27. Inelie Durán Madina
28. Verónica Sabaj Escudero (suspendida)
29. Alejandro Aguilar Brevis
30. Ma. Paula Merino Verdugo
31. Ana Ma. Osorio Astorga (Ministra de la Iltma. Corte Marcial de Ejército, Fuerza Aérea y Carabineros)

### Fiscales Judiciales (Período 2025)
1. Don Daniel Jose Calvo Flores
2. Doña Javiera Veronica Gonzalez Sepulveda
3. Doña Clara Isabel Carrasco Andonie
4. Don Jorge Luis Norambuena Carrillo
5. Doña Macarena Del Carmen Troncoso Lopez
6. Doña Ana María Antonieta Hernández Medina

### Abogados Integrantes (Período 2025-2026)
1. Nicolás Antoine Stitchkin López
2. Luis Guillermo Hernández Olmedo
3. Paola Alicia Herrera Fuenzalida
4. Jorge Enrique Juan Benítez Urrutia
5. María Soledad Krause Muñoz
6. Magaly Carolina Correa Farías
7. Cristian Gonzalo Parada Bustamante
8. Francisca Pía Amigo Fernández
9. Rafael Mauricio Plaza Reveco
10. Manuel Domingo Luna Abarza
11. Bárbara Vidaurre Miller
12. María Fernanda Vásquez Palma
13. Catalina Cynthia Infante Correa
14. Jorge Marcelo Gomez Oyarzo
15. Renee Marlene Rivero Hurtado

### Relatores (Período 2025)
Natalia Catalina Escárate Andrade
Mariel Beatriz Araneda Avendaño
Jessica Andrea Zúñiga Cáceres
Alejandro Jesús García Cubillos
Mauricio David Segovia Araya
Mariana Elena De Lourdes Díaz Díaz
Gabriel Alejandro Ibáñez Lastra
Inés Leonor Mesina Medina
Jorge Andrés Rodríguez Rojas
José Tomás Herrera Araneda
Vicente Salvador Lecourt Miranda
Gonzalo Matías Jiménez Ledesma
Bárbara Andrea Magallanes Rodríguez
Claudia Soledad Roco Zamorano
Carolina Andrea Morales Ramírez
Eduardo Andrés Estrada Aravena
Maríajosé Valdés Aguilar
Milena Verushka Sukno Toro
Consuelo Lorena Escobar Rivera
Karla Ignacia Ortega Muñoz

### Secretario (Período 2022-2023)
1. Doña Sonia Victoria Quilodran Le-Bert
2. Doña Maritza Veronica Donoso Ortiz
3. Doña Fanny Josefina Gutiérrez Muñoz

### Oficial 1° (Período 2022-2023)
1. Doña Fabiola Karina Cornejo Castillo
2. Doña Gabriela Elena Landero Peralta Doña
3. Lorena Margot Abarca Delgado